# Atheneu Norte-Riograndense
O Colégio Estadual do Atheneu Norte-Riograndense é uma tradicional escola do Rio Grande do Norte, localizada na sua capital, Natal.
Foi fundado em 3 de fevereiro de 1834, pelo então presidente da província, Basílio Quaresma Torreão, que também foi o seu primeiro diretor-geral. Ele escolheu o nome da escola, a versão portuguesa de Athénaion. Como explicou Luís da Câmara Cascudo, "no Ateneu de Atenas os poetas liam os poemas e os historiadores o relato das jornais pelas terras estranhas e misteriosas"
É a segunda mais antiga instituição escolar brasileira, atrás do Ginásio Pernambucano, fundado em 1825.

## O nome
A palavra "ateneu" (na grafia arcaica atheneu) tem origem no latim athenaeum, que por sua vez deriva do grego clássico ᾿Αϑήναιον, que significa  «templo de Atenas», em referência à deusa da sabedoria na mitologia grega. Por extensão de sentido, a palavra "ateneu" passou a significar "templo da sabedoria" ou "templo do conhecimento".

## História

### Origem
Basílio Quaresma Torreão tinha como objetivo reunir em um único prédio,l as disciplinas da chamada "cadeira da Humanidade", as cinco "aulas maiores" (Filosofia, Retórica, Geometria, Francês e Latim), antes autônomas com sedes independentes. Essas disciplinas foram as primeiras a serem lecionadas no Atheneu. 
Na sua fase inicial, o Atheneu não teve grande importância devido ao reduzido número de alunos formados pela instituição e suas fracassadas tentativas de transformação num centro melhor de formação de professores. Foi apenas na República que sua importância na formação cultural e política dos natalenses aumentou.

## Sedes
O colégio Atheneu tem sua sede na rua Campos Sales, em Petrópolis, mas possuiu ao longo de sua história três sedes. A primeira delas foi no Quartel Militar da cidade, que encontrava-se desocupado, de 1834 a 1859. Na entrada achava-se a frase "De guerreiros assento fui outrora, hoje d'aquilo que Minerva adora". A segunda sede situava-se na rua Junqueira Ayres, de 1859 a 1954, no antigo prédio da Secretaria de Financas do município. Finalmente, a sede atual passou a funcionar a partir de 11 de março de 1954.
Sua constituição foi aprovada em dezembro de 1833, com sua instalação e funcionamento em 3 de Fevereiro de 1834, tendo na vice-direção de Antonio Xavier Garcia de Almeida. Porém, o dia 1 de março foi consagrado como o “Dia Histórico do Atheneu’’, por ter sido a data de inauguração do seu prédio próprio.
Seu edifício é tombado como Patrimônio Histórico do município de Natal.

## Pioneirismo
O Colégio Atheneu tem uma história de pioneirismo. Até 1902 o seu corpo discente era formado somente por alunos do sexo masculino, mas já em janeiro de 1903 ocorreram as primeiras matrículas de mulheres, que foram aprovadas nos exames de Humanidades: Sidrônia de Carvalho, Maria Arminda Caldas, Edilbertina Figueira e Albertina Avelino. A pioneira mulher a administrar o Atheneu foi a Professora Olindina Lima Gomes da Costa, que o dirigiu de 1955 a 1961.

## Estudantes ilustres
No Atheneu estudaram pessoas que tiveram destaque nacional, como Câmara Cascudo, Ferreira Itajubá, Geraldo Melo, Amaro Barreto, Diógenes da Cunha Lima, Juvenal Lamartine. Pedro Velho, Café Filho, Aluízio Alves, Garibaldi Alves Filho, Wilma de Faria, Henrique Eduardo Alves, Newton Navarro e Emmanuel Bezerra dos Santos.

## Na cultura popular
A obra literária Cabra das Rocas, do escritor potiguar Homero Homem, conta a história de um jovem pobre, morador do bairro Rocas, que luta para vencer as dificuldades financeiras e o preconceito para ingressar no Colégio Atheneu.